# Aleen Cust
Aleen Cust (ur. 7 lutego 1868 w Cordangan Manor hrabstwo Tipperary), zm. 29 stycznia 1937 w Kingston) – irlandzka weterynarz, pierwsza kobieta w Wielkiej Brytanii i Irlandii dopuszczona do tego zawodu.

## Życiorys
Urodzona 7 lutego 1868 r. w Cordangan Manor, była czwartym z szóstki dzieci sir Leopolda Custa i Charlotte Bridgeman Cust. Po śmierci ojca w 1878 r. wraz z matką, siostrą i czterema braćmi wyjechała do Anglii. Odebrała prywatną edukację, następnie odbywała praktyki jako pielęgniarka w szpitalu w Londynie, ale zmieniła zainteresowania i zdecydowała się zostać weterynarzem.
W 1894 r., pomimo sprzeciwu rodziny oraz Królewskiego Kolegium Chirurgów Weterynaryjnych (Royal College of Veterinary Surgeons, RCVS), została – jako jedyna kobieta – przyjęta do New Veterinary College w Edynburgu. Z powodu oporu rodziny posługiwała się nazwiskiem A.I. Custance, chcąc oszczędzić im niechcianego rozgłosu. W okresie swojej edukacji zdobyła liczne nagrody za wyniki w nauce. W kwietniu 1897 r. złożyła wniosek o egzamin, ale została odrzucona przez komisję z powodu płci. Cust planowała pozwać uczelnię, ale ostatecznie nie zdecydowała się na to, by nie przynosić rodzinie niechcianego rozgłosu i kontynuowała studia, a chociaż nie mogła ich ukończyć, otrzymała list polecający od dyrektora szkoły.
Po studiach wróciła do Irlandii i pracowała jako asystentka u Williama Byrne’a w Roscommon oraz inspektor weterynaryjny rady hrabstwa Galway (jednak z powodu sprzeciwu RCVS rada musiała usunąć słowo „weterynaryjny” z nazwy jej stanowiska). Po śmierci Byrne’a w 1910 r. przejęła prowadzenie praktyki. W 1911 r. współpracowała z sir Frederickiem Hobdayem.
W 1915 r. została wolontariuszem YMCA w Abbeville we Francji. Prawdopodobnie wybrała tę organizację motywowana bliskością Army Veterinary Corps i możliwością asystowania przy inspekcjach weterynaryjnych wojskowych koni. Dwa lata później została przyjęta do laboratorium bakteriologicznego jednego ze szpitali weterynaryjnych.
Dopiero po przyjęciu Sex Disqualification (Removal) Act z 23 grudnia 1919 r. mogła się ubiegać o dyplom na RCVS. W październiku 1922 r. złożyła wniosek o dopuszczenie do egzaminów, a uczelnia zobowiązała ją do zdania jedynie egzaminu ustnego. Cust otrzymała dyplom 21 grudnia 1922 r., stając się pierwszą kobietą weterynarzem w Wielkiej Brytanii i Irlandii. Także w 1922 jako pierwsza kobieta została przyjęta do RCVS. W następnych latach była aktywnym członkiem towarzystw weterynaryjnych.
W 1924 r. przeszła na emeryturę. Zmarła 29 stycznia 1937 roku w Kingston, w trakcie wakacji na Jamajce.
Niezamężna.